# Associació de Veïns Sant Joan de Llefià-Gran Sol
L'Associació de Veïns Sant Joan de Llefià-Gran Sol, abans anomenada Sant Joan de Llefià Baix, és una entitat associativa veïnal de Badalona que actua al barri de Sant Joan de Llefià.
Va néixer legalment el 1978, si bé existia un moviment entre els veïns d'organitzar-se i resoldre els problemes del barri des de l'any 1962. Aleshores Sant Joan de Llefià era un barri de gairebé 16.000 ciutadans, i la manca d'infraestructures, d'equipaments, de pavimentació, d'enllumenat, de transport públic, i uns habitatges deficients van ser els motius principals per crear l'associació. Els veïns van prendre especial consciència quan es van assabentar de la concessió de llicències de construcció de blocs de pisos a l'illa urbana on avui hi ha el Parc del Gran Sol. Van iniciar una lluita aferrissada amb l'administració i l'empresa constructora per aconseguir una zona verda pel barri; hi va haver fortes tensions, els veïns van arribar a enderrocar els murs aixecats per la constructora, les manifestacions van ser freqüents, algunes amb càrregues policíaques que van acabar amb ferits i detencions. Finalment les reivindicacions van fructificar i el parc va esdevenir una realitat.
Després, l'entitat no ha estat limitada només a l'àmbit reivindicatiu, també organitza activitats culturals i recreatives (treballs manuals, espectacles...), així com unes festes de barri de caràcter anual, i també participa en campanyes solidàries, entre altres actes.
L'associació va rebre la Creu de Sant Jordi l'any 2003 per l'eficàcia del seu treball dins del moviment veïnal de barri a Badalona. Es va destacar l'impuls de la construcció de dotze aparcaments subterranis per a més de 3.000 vehicles, entre altres iniciatives, van millorar les condicions de vida dels habitants de Llefià i la vertebració urbanística de l'entorn.